# Blacksad

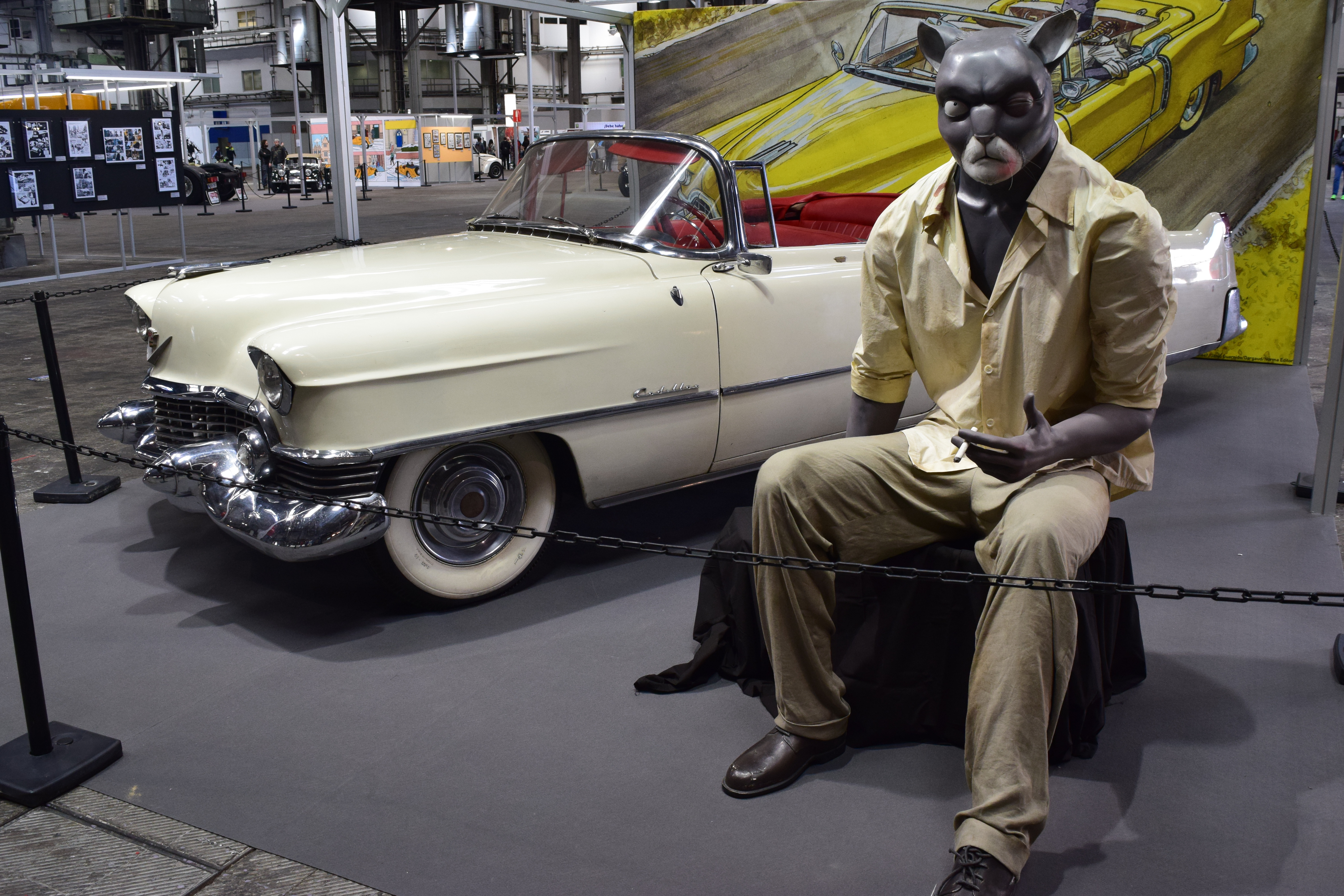
Cadillac Eldorado Brougham met detective John Blacksad bij de 34ste Saló Internacional del Còmic van Barcelona (2016)

Blacksad is een Spaanse stripreeks van scenarist Juan Diaz Canales en tekenaar Juanjo Guarnido die vanaf november 2000 wordt uitgegeven door de Franse uitgeverij Dargaud Benelux.

## Inhoud
De reeks speelt in de Verenigde Staten van de jaren vijftig in de vorm van een antropomorfe dierenwereld. Inspecteur Blacksad, een kat, is een privédetective in een film noir-setting. Vanaf het tweede album wordt hij regelmatig geassisteerd door de fotojournalist Weekly, een enigszins slonzige marter. In de verhalen verwijzen de makers naar thema’s uit de Amerikaanse cultuur en geschiedenis in de jaren vijftig zoals racisme en de Ku Klux Klan (in Arctic-Nation), Mccarthyisme (in Rode ziel), blues en jazz (in De hel, de stilte), de Beatgeneration (in Amarillo) en de connectie tussen vakbonden en de maffia (in De maskers vallen).

## Albums

### Hoofdreeks
Alle albums zijn geschreven door Juan Diaz Canales en getekend door Juanjo Guarnido.
| Nummer | Titel                                                                       | Uitgever(s)                               | Jaar |
| ------ | --------------------------------------------------------------------------- | ----------------------------------------- | ---- |
| 1      | Ergens tussen de schaduwen (Frans: Quelque part entre les ombres)           | Carlsen Verlag, Dargaud Benelux, Steranko | 2000 |
| 2      | Arctic-Nation                                                               | Dargaud Benelux                           | 2003 |
| 3      | Rode ziel (Frans: Âme Rouge)                                                | Dargaud Benelux                           | 2005 |
| 4      | De hel, de stilte (Frans: L'Enfer, le silence)                              | Dargaud Benelux                           | 2010 |
| 5      | Amarillo                                                                    | Dargaud Benelux                           | 2013 |
| 6      | De maskers vallen - Eerste deel (Frans: Alors, tout tombe. Première partie) | Dargaud Benelux                           | 2021 |
| 7      | De maskers vallen - Tweede deel (Frans: Alors, tout tombe. Seconde partie)  | Dargaud Benelux                           | 2023 |

### Overige uitgaven
| Titel                                                | Uitgever(s)            | Jaar                             |
| ---------------------------------------------------- | ---------------------- | -------------------------------- |
| Achter de schermen (Frans: Les dessous de l'enquête) | Dargaud Benelux        | 2001 (in het Nederlands in 2016) |
| L'histoire des aquarelles                            | Dargaud Benelux        | 2005                             |
| Guarnido - Sketchbook 1                              | Comix Buro Sketchbooks | 2009                             |
| L'histoire des aquarelles - Tome 2                   | Dargaud Benelux        | 2010                             |
| Integraal (Frans: L’Intégrale)                       | Dargaud Benelux        | 2015                             |